# Markttiefe
Unter Markttiefe versteht man die Fähigkeit eines Marktes, ohne signifikante Veränderungen des Marktpreises auch großes Marktvolumen umsetzen zu können.

## Allgemeines
Markttiefe, Marktbreite und Marktenge werden vor allem im Börsenwesen zur Einschätzung der Aufnahmefähigkeit und Markteffizienz von Finanzmärkten (Geld-, Devisen- und Kapitalmarkt, insbesondere Börsen) für Handelsobjekte benutzt. Die Begriffsinhalte können jedoch auch auf alle Gütermärkte entsprechend übertragen werden. Alle Begriffe sind vom Begriffsinhalt voneinander unterscheidbar, besitzen jedoch einen inneren ökonomischen Zusammenhang zur Marktliquidität.
Die Marktliquidität erfordert nämlich
- Marktbreite (englisch market breadth) mit niedrigen Transaktionskosten in Form einer geringen Geld-Brief-Spanne,
- Markttiefe (englisch market depth) mit niedrigen Transaktionskosten für großes Marktvolumen und
- Erholungsfähigkeit (englisch market resiliancy), indem Abweichungen vom inneren Wert schnell korrigiert werden.

Marktliquidität liegt nur vor, wenn alle drei Kriterien erfüllt sind. Ein liquider Markt ist durch hohe Markttiefe, Marktbreite und Erholungsfähigkeit gekennzeichnet. Es kann von einer Marktstörung gesprochen werden, wenn mindestens eines der Kriterien der Marktliquidität nicht erfüllt ist.

## Markttiefe
„Ein Markt wird als tief bezeichnet, wenn sowohl limitierte Kauf- als auch Verkaufsaufträge im Markt vorliegen, die zu einem Preis in der Nähe des bestehenden Marktpreises ausgeführt werden können. Findet Handel in einem tiefen Markt statt, kann ein auftretendes Ungleichgewicht zwischen Kauf- und Verkaufsaufträgen mit Hilfe der im Markt vorhandenen Aufträge ausgeglichen werden, ohne dass es zu erheblichen Kurssprüngen kommt.“ Markttiefe bezieht sich deshalb vor allem auf die Preiskontinuität.
Orderbuch
Die Markttiefe lässt sich anschaulich im Orderbuch anhand der tick size erläutern.
```
 
Anzahl
               
Kurslimit

 10.000 Stück         40,10 Euro
              ...  („Loch“ im Orderbuch)
  5.000 Stück         40,01 Euro
  5.000 Stück         40,00 Euro
```

Für die „ticks“ zwischen 40,01 und 40,10 Euro besteht im Orderbuch ein „Loch“, weil es für diese Kurse keine limitierten Wertpapierorders gibt. Diese „Löcher“ weisen auf geringe Markttiefe hin. Kauft nun (ceteris paribus) die Geldseite unlimitiert bis zu 10.000 Stück, steigt der Preis „quasi-stetig“ (diskret mit der Ticksize) auf 40,01 Euro für die letzten Aktien an. Ab 10.001 Stück steigt der Preis für die letzte Aktie nun aber sprunghaft auf 40,10 Euro an. Der Markt weist hier nun briefseitig eine eingeschränkte Tiefe auf.
In Form einer Kennziffer kann die Markttiefe beispielsweise als Steigung des Orderbuchs (zwischen zwei benachbarten Kurslimits) berechnet werden; Geld- und Briefseite werden getrennt betrachtet.

## Marktbreite
Die Marktbreite bezieht sich auf das Handelsvolumen der Aufträge. Um den Gleichgewichtspreis herum können große limitierte Aufträge hohe Volumina besitzen, wodurch gewährleistet wird, dass es bei unlimitierten Aufträgen nicht zu großen Preisveränderungen kommt. Die Terminologie ist in der Fachliteratur jedoch nicht einheitlich. Zuweilen wird Marktbreite auch als die Vielfalt des Marktangebots interpretiert. Der Autor Kyle versteht unter Marktenge die Markttiefe des Autors Kenneth D. Garbade und unter Markttiefe die Marktbreite von Garbade. Für Garbade ist ein Markt tief, wenn über und unter dem aktuellen Gleichgewichtskurs Kauf- und Verkaufsinteresse besteht.

## Marktenge
Marktenge (englisch market tightness) liegt vor, wenn sich nur 5 % der Aktien in Streubesitz befinden und über einen erheblichen Zeitraum kein Handel in Aktien der betroffenen Gesellschaft stattgefunden hat. Dies ist noch nicht der Fall, wenn ein Handel in den betreffenden Aktien innerhalb eines Zeitraums von drei Monaten in einem Monat an 15 und in den beiden anderen Monaten an 8 Tagen stattgefunden hat. Abgesehen von dieser rechtlichen Wertung spricht man von Marktenge, wenn es bei bestimmten Handelsobjekten regelmäßig zu geringen Börsenumsätzen kommt. Gründe können eine relativ niedrige Marktkapitalisierung, ein geringer Streubesitz oder eine Kombination aus beiden sein. Die Volatilität ist sehr hoch, die Geld-Brief-Spanne sehr breit, und Kurse repräsentieren nicht den Fundamentalwert. Marktenge ist ein Indiz für geringe Liquidierbarkeit und damit ein Marktliquiditätsrisiko, weil die Marktliquidität gering oder nicht vorhanden ist.

## Wirtschaftliche Aspekte
Eine hohe Markttiefe stabilisiert die Börsenkurse, weil Kauf- oder Verkaufsentscheidungen nur marginale Preisschwankungen zur Folge haben. Diese geringere Volatilität verbessert wiederum die Sicherheit der Marktteilnehmer, so dass über weitere Transaktionen die Markttiefe erhöht wird und dadurch ein positiver Netzwerkeffekt entsteht. Markttiefe und Marktbreite sind auch Indikatoren für den in einem Markt vorherrschenden Grad der Informationsasymmetrie. Mit steigender Marktliquidität nimmt der Diffusionsgrad privater Informationen zu, als Folge nähern sich die Marktpreise dem inneren Wert der Handelsobjekte. Mit zunehmendem Marktvolumen der Noise trader steigt die Markttiefe, weil der Markt jede Änderung des Angebots auf Verhaltensänderungen durch Noise zurückführt. Auf den Gütermärkten führt Marktenge stets zu Lieferengpässen und Regallücken.